# Coignafearn

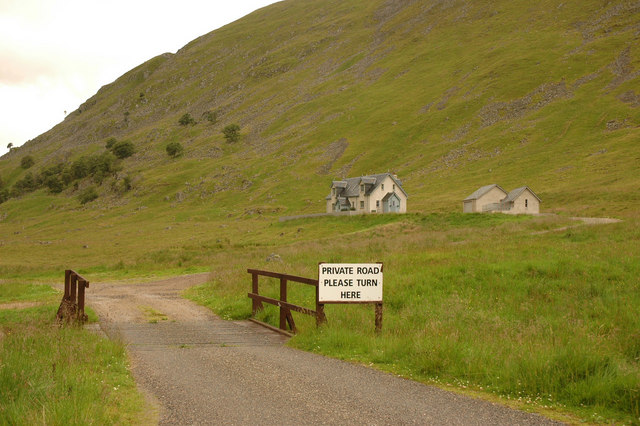
Ende der Straße nach Coignafearn

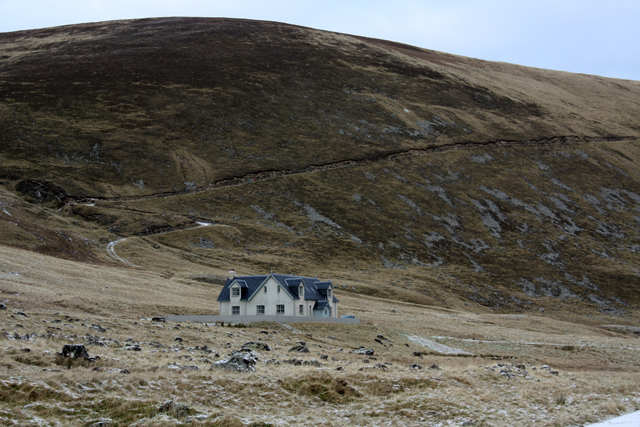
Keeper’s House, Coignafearn

Coignafearn ist eine Ortschaft, die südöstlich von Inverness in der Region Highland im Norden von Schottland liegt. Im Rahmen der historischen Gliederung Schottlands in Civil Parishes zählt es zu Moy and Dalarossie, das zu Inverness-shire gehörte.

## Geographie
Coignafearn liegt im Gebiet der Monadhliath Mountains im Tal Strath Dearn oberhalb des nördlichen, linken Ufer des River Findhorn in einer fern der übrigen Besiedlung gelegenen Gegend. Es ist eine ehemalige Siedlung von Croftern. Es setzt sich zusammen aus zwei locker verstreut gelegenen Gebäudekomplexen, die vornehmlich Schäfern zur Unterkunft und zur Arbeit dienen.

## Verkehr
Verkehrstechnisch zu erreichen ist Coignafearn über eine Nebenstraße, die südlich von Tomatin vom übergeordneten Netz in südwestlicher Richtung abzweigt und im Ort ended.